# Hidroelektrana Krka
Hidroelektrana Krka (1903. preimenovana u  Jaruga 1) podignuta uz slapove  Skradinskog buka na rijeci Krki, bila je prva u Europi i druga u svijetu hidroelektrana s proizvodnjom višefazne izmjenične struje. Puštena je u rad 28. kolovoza 1895. dva dana nakon sto je proradila prva na svijetu Edward Dean Adamsova višefazna hidroelektrana na Niagari s Westinghousovim generatorima po patentu Nikole Tesle. Do tada je u svijetu postojalo tek nekoliko elektrana izmjenične struje s jednom fazom.
Instalirana snaga hidroelektrane „Krka“ je bila 0,23 MW. Koncepcijski  hidroelektrana je bila projektirana kao derivacijska, s vodnom komorom (bazenom) konstruiranom uz objekt. Voda rijeke Krke je od vodozahvata do komore vođena već postojećim ali prilagođenim otvorenim kanalom. Strojarnica je bila projektirana za ugradnju dva agregata. U prvoj fazi je bio ugrađen samo jedan dvofazni  Ganzov generator „prototip - A2“ po patentu Otta Blathyja, a ispod njega je u vodnom dijelu bila instalirana vertikalna hidroturbina „Girard“, koja je vodenim padom od 10 m osiguravala snagu od 320 HP (235 kW) koristeći samo 3,20 m3/sec od dozvolom  odobrenih 25,81 m3/sec vode rijeke Krke. Snaga je stožastim zupčanicima s kosim zubima bila prenošena na vodoravnu os generatora s budilicom. Ganz dvofazni generator, tada prvi u Europi, je sa 315 obrtaja u minuti proizvodio  izmjeničnu struju od 42 Hz i napona od 3000 V koja je preko rasklopnog tornja bila izravno spojena na dalekovod.
Hidroelektranu je projektirao i sagradio hrvatski inženjer Vjekoslav pl Meichsner, na svojim terenima na lijevoj obali rijeke Krke uz slapove Skradinskog buka. Projekat je realizirao uz tehničku podršku inženjera tvrtke  Ganz iz Budimpešte i financijske podrške  Ante pl Šupuka tada gradonačelnika Šibenika. Građevnu dozvolu mu je 2. Prosinca 1892 izdalo Općinsko Upraviteljstvo Šibenika, a dozvolu ( „Rasudu“) za korištenje 25,81 m3/sec vode rijeke Krke je dobio 22. Ožujka 1894 od nadležnog Kotarskog Poglavarstva u Zadru. Hidroelektrana je prvenstveno bila  namijenjena za gradsku rasvjetu grada Šibenika.
Dalekovod od Skradinskog buka do Šibenika, ukupne duljine 11,5 km je imao 360 drvenih stupova s po tri čelične konzole. Gornje konzole su nosile naponske kabele promjera 7 mm i 9 mm, a donja telefonski kabel koji je povezivao elektranu s vilom Meichsner, koja je bila preuzela funkciju prvog dispečerskog centra.
U objekt je 1899. ugrađen još jedan Ganzov generator, za koji je projektom već bilo predviđeno mjesto, tako da je ukupna instalirana snaga elektrane povećana na 0,47 MW.
Krajem 1903. je u neposrednoj blizini nizvodno na lijevoj obali podignuta nova, znatno snažnija hidroelektrana „Jaruga 2“.
Elektrana „Jaruga 1“ je radila do početka Prvog svjetskog rata kada su je austrijske ugarske vlasti demontirale da bi bakar dalekovoda i opreme koristili u vojne svrhe. Objekt je srušen u Drugom svjetskom ratu. Rekonstruirani temelji objekta danas su na izvornom mjestu u Nacionalnom parku „Krka“.